# NGC 1022
NGC 1022 (również PGC 10010) – galaktyka spiralna z poprzeczką (SBa), znajdująca się w gwiazdozbiorze Wieloryba. Odkrył ją William Herschel 10 września 1785 roku.